# Sphaerocera dura
Sphaerocera dura är en tvåvingeart som beskrevs av Vanschuytbroeck 1959. Sphaerocera dura ingår i släktet Sphaerocera och familjen hoppflugor.
Artens utbredningsområde är Kongo. Inga underarter finns listade i Catalogue of Life.